# Случай в Окс-Боу
«Случай в Окс-Боу» (англ. The Ox-Bow Incident) — вестерн Уильяма Уэллмана, вышедший в 1943 году по одноимённому роману Уолтера ван Тилбурга Кларка.

## Сюжет
1885 год. Два ковбоя Гил Картер и Арт Крофт проезжают через городок в Неваде и вместе с остальными жителями узнают, что на своём ранчо убит уважаемый всеми Ларри Кинкейд. Жители, возглавляемые майором Тэтли, отправляются на поиски убийц. В лесу, в ущелье Окс-Боу они находят трёх человек, которые купили скот у Кинкейда. Счёта на покупку скота у них нет, кроме того, у одного из троих находят револьвер Кинкейда. Утром, после долгих споров всех троих вешают. Только семь человек выступают против суда Линча. Когда линчеватели возвращаются, они встречают шерифа, который говорит, что Кинкейд жив, а человек, который стрелял в него, уже арестован.

## В ролях
- Генри Фонда — Гил Картер
- Дэна Эндрюс — Дональд Мартин
- Мэри Бет Хьюз — Роуз Мэйпен / Роуз Суонсон
- Энтони Куинн — Хуан Мартинес / Франсиско Морес
- Уильям Эйти — Джеральд Тэтли
- Гарри Морган — Арт Крофт
- Джейн Дарвелл — Дженни Грир
- Мэтт Бриггс — судья Дэниел Тайлер
- Маргарет Хэмилтон — экономка судьи Тайлера
- Гарри Дэвенпорт — Артур Дэвис
- Фрэнк Конрой — майор Тэтли
- Марк Лоуренс — Джефф Фарнли
- Виктор Килиан — Дарби

В титрах не указаны
- Рондо Хэттон — Гейб Харт
- Стэнли Эндрюс — Бартлетт
- Фрэнсис Форд — Альва «Папаша» Хардуик

## Признание и награды
Номинировался на «Оскар» как лучший фильм. В 1998 г. включён в Национальный реестр фильмов Библиотеки Конгресса США.

## Факты
- Уильям Уэллман любил роман «Случай в Окс-Боу» и долгое время вынашивал идею его экранизации, но правообладатели настаивали, чтобы он вставил в фильм любую роль для Мэй Уэст, что Уэллман считал смехотворным. В конце концов Уэллман сам купил права на роман, чтобы снимать так, как он считал нужным.
- Последний фильм, номинированный на «Оскар» за лучший фильм и не получивший при этом других номинаций.
- Генри Фонда был в основном недоволен качеством фильмов, в которых должен был сниматься по контракту с 20th Century Fox. «Случай в Окс-Боу» — один из двух фильмов того времени, над которым он работал с энтузиазмом. Вторым был «Гроздья гнева».
- Генри Фонда, имевший отсрочку, сразу же по окончании съёмок ушёл служить на флот.